# ماریندورف
ماریندورف (به آلمانی: Berlin-Mariendorf) یک منطقهٔ مسکونی در آلمان است که در Tempelhof-Schöneberg واقع شده‌است. ماریندورف ۴۸٬۸۸۲ نفر جمعیت دارد.